# Nabedes

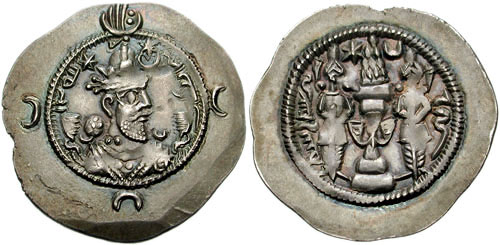
Dracma de r.

Nabedes foi um oficial militar sassânida do século VI, ativo no reinado do xá Cosroes I (r. 531–579).

## Vida
As origens de Nabedes são desconhecidas. Segundo Procópio de Cesareia e Coripo, era titular do mais alto posto persa depois do xá. É citado pela primeira vez em 541, quando foi deixado em Nísibis com grande força durante a ausência de Cosroes em Lázica. Liderou o ataque que empurrou os bizantinos Pedro e João Troglita, mas foi forçado a retirar-se para Nísibis sob pressão de Belisário.
Em 543, manteve comando na Armênia e quando a praga alastrou-se entre os soldados persas, sob ordens do xá, enviou emissários, incluindo o bispo de Dúbio, para Valeriano. Depois, quando os bizantinos lançaram uma invasão, estacionou suas tropas na fortaleza de Anglo e derrotou-os. Em 549/550, liderou tropas em Lázica, capturando reféns abasgos, que se rebelaram contra Constantinopla, e Teodora, a esposa bizantina do nobre laze Opsites.